# لي برايدون
لي برايدون (بالإنجليزية: Lee Brydon)‏ هو لاعب كرة قدم بريطاني في مركز الدفاع، ولد في 15 نوفمبر 1974 في ستوكتون أون تيز ‏ في المملكة المتحدة. لعب مع نادي بارو ونادي دارلنجتون ونادي ليفربول.